# Dmitri Wladimirowitsch Andreikin
Dmitri Wladimirowitsch Andreikin (russisch Дмитрий Владимирович Андрейкин; * 5. Februar 1990 in Rjasan) ist ein russischer Schachspieler ohne Verbandszugehörigkeit, der seit 2007 den Titel Großmeister trägt.

## Erfolge
Andreikin siegte oder belegte vordere Plätze in mehreren Turnieren: 1. Platz bei der U14-Juniorenmeisterschaft Russlands in Smolensk (2001), 2.–3. Platz beim Weiße Nächte Open in Sankt Petersburg (2003), 2. Platz beim Herbstturnier in Aluschta (2004), 1. Platz bei der U20-Juniorenmeisterschaft Russlands in Dagomys/Sotschi (2009) und erneut 1. Platz bei der U20-Juniorenmeisterschaft Russlands in Dagomys/Sotschi (2010).
Andreikin gewann 1999 die U10-Jugendweltmeisterschaft in Oropesa del Mar.  Im August 2010 wurde er U20-Weltmeister bei der Juniorenweltmeisterschaft in der polnischen Stadt Chotowa. 2012 gewann er in Moskau die Russische Landesmeisterschaft. Er kam zusammen mit fünf anderen Spielern auf 5 Punkte aus 9 Partien und gewann den Stichkampf im Schnellschach mit 4 Punkten aus 5 Partien. 
Im Jahr 2013 war Andreikin Finalteilnehmer beim  Weltpokal in Tromsø und qualifizierte sich damit für das Kandidatenturnier 2014, in dem er mit 7 aus 14 den 5. Platz von acht Teilnehmern belegte (+2 =10 −2).
Die Russische Landesmeisterschaft konnte er 2018 erneut gewinnen. Dabei besiegte er Dmitri Jakowenko mit 1½ zu ½ im Tie-Break.
Durch seine Elo-Zahl konnte er sich für den FIDE Grand Prix 2022 qualifizieren. Dabei erreichte er im zweiten Event das Finale und unterlag dort Richárd Rapport mit 1½ zu ½, schlussendlich konnte er sich aber nicht für das Kandidatenturnier 2022 qualifizieren.
Im Mai 2022 legte er aus Protest gegen den Russischen Angriffskrieg gegen die Ukraine seine russische Verbandszugehörigkeit nieder und spielt seither unter der Flagge der FIDE.

## Mannschaftsschach
Andreikin nahm mit der russischen Nationalmannschaft an der Mannschaftseuropameisterschaft 2013 teil und erreichte mit dieser den dritten Platz. In der russischen Mannschaftsmeisterschaft spielte er von 2008 bis 2013 für Ekonomist Saratow und 2015 für die Mannschaft der Universität Beloretschensk. Am European Club Cup nahm Andreikin 2008 bis 2012 mit Ekonomist Saratow und 2015 Alkaloid Skopje teil. Mit der Mannschaft gewann er den Wettbewerb 2009 und 2010, in der Einzelwertung erreicht er 2008 das zweitbeste Ergebnis am ersten Reservebrett, 2010 das beste Ergebnis und 2015 das drittbeste Ergebnis jeweils am vierten Brett. In der ukrainischen Mannschaftsmeisterschaft spielte Andreikin 2009 für PGMB Charkiw und erreichte dabei das beste Ergebnis am Spitzenbrett. In der chinesischen Mannschaftsmeisterschaft spielte er 2016 beim Meister Shanghai Jianqiao University und 2017 für Chongqing.